# Eddie Lowe
Edward "Eddie" Lowe (11 Juli 1925 – 9 Marts 2009) var en engelsk fodboldspiller, der spillede det meste af sin karriere i Fulham F.C..

## Spillerkarriere

### Aston Villa
Lowe ankom til Aston Villa tilbage i 1946 efter at have repræsenteret Millwall F.C. og Finchley som amatør samt Walthamstow Avenue under 2. verdenskrig.
Hos Villa opnåede den robuste venstreback 104 kampe og nåede at skrive tre landskampe på CV'et før skiftet til Fulham.

### Fulham
Eddie Lowes Fulham-rejse startede i 1950 og wing back'en ankom til en klub, der oplevede sin blot anden sæson i den daværende 1. division, som på det tidspunkt var den bedste række.
Lowe fik sin debut på Old Trafford mod Manchester United og hverken Lowe eller Fulham-fansene vidste på dette tidspunkt, at englænderen ville opnå yderligere 510 kampe i den hvide trøje.
Som udpræget back spillede Lowe enten wing back eller decideret back det meste af sin karriere, men i slutningen af Fulham-årene blev englænderen dog rykket ind i det centrale forsvar.
Forcerne hos Lowe lagde i den kontinuitet, han lagde i sine præstationer som holdspiller samt et hovedspil på højde med de bedste. 
Under sit lange ophold hos The Whites opnåede briten desværre ikke rigtigt nogle trofæer, men var dog med til at spille Fulham i to semi-finaler i FA Cup'en samt var med til at sikre en 10. plads, som indtil sæsonen 2003/04 var Fulhams højeste placering nogensinde i den bedste række (Fulham blev nr. 9 under Chris Coleman i 03/04).
Der var dog også nedgangstider for Fulham og den tidligere engelske landsholdsspiller oplevede ganske hurtigt modgang, da Fulham rykkede ned i hans første sæson med klubben.
Efter et par middelmådige sæsoner i 2. division, oplevede Lowe dog også en oprykning i 1958 og englænderen var i høj grad en integral del af den triumf.

### Afslutningen på karrieren
Eddie Lowe forlod Fulham i 1963 for at blive spillende manager for Notts City i et par sæsoner, men efter det forlod han den sport, som havde fyldt så meget i sit liv og begav sig ud i en civil karriere.
En af heltene fra den tid, VM-vinder George Cohen (459 kampe for Fulham) udtalte på Fulhams hjemmeside følgendeom Eddie Lowe:
“Eddie was a very correct man, and always very well turned out. He had a very good wit and I don’t know anyone that had a bad word to say of him.
“He was a terrific footballer, and complemented Johnny Haynes very well indeed. He was a great tackler and he covered ground very well for a tall man. He was rather unfortunate to not get more caps than the three he did.
“Eddie was quite a bit older than me when I came into the team, but he acted as a tutor of sorts, always offering advice to a young player. Being in the team as a 17-year-old, he had plenty to say to me if it needed to be said, and you took that advice because he was a very experienced man.
“He was one of those guys that you could always rely on and one of nature’s gentlemen. Everybody liked Eddie Lowe.”
Lowe sov stille ind i en alder af 83 år, og er for evigt indskrevet i i Fulhams historiebøger som spilleren med andenflest kampe for The Cottagers efter Johnny Haynes.